# BACH-motivet
BACH-motivet er inden for musikken nodefølgen b, a, c og h. Dette motiv med fire noder har været anvendt af mange komponister, oftest som en hyldest til Johann Sebastian Bach. Det først kendte eksempel findes imidlertid i et stykke af Jan Pieterszoon Sweelinck. Det er muligt, men ikke bekræftet, at han anvendte det for at hylde en af Bachs forfædre, idet flere af dem også var musikere.
Bach anvendte selv motivet i en fuga i den afsluttende del af Die Kunst der Fuge (BWV 1080), et arbejde han ikke afsluttede inden han døde i 1750. Det kunne se ud til at motivet endog findes i flere af hans øvrige værker, som i slutningen af den fjerde af de kanoniske variationer af Vom Himmel Hoch (BWV 769). Forekomsten i næstsidste noderække i Kleines harmonisches Labyrinth (BWV 591) anses ikke for at være særlig fremtrædende, og dette arbejde kan til og med være uægte, idet Johann David Heinichen (1683-1729) af nogle antages at være komponisten. Motivet optræder i Matthæuspassionen, i afsnittet hvor korene synger "Denne mand var virkelig Guds egen søn". I mange stykker anvendes ikke noderne B-A-C-H, men en transponering.
Motivet anvendes ofte af andre komponister i fugaer og anden musik som anvender kontrapunkt, måske fordi Bach selv anvendte det i en fuga.
Værker som på en fremtrædende måde anvender BACH-motivet er blandt andre, i kronologisk orden.
- Robert Schumann – Seks fugaer for orgel, pedalpiano eller orgelharmonium, opus 60 (1845)
- Franz Liszt – Fantasie und Fuge über das Thema B-A-C-H, for orgel (1855, senere arrangeret for piano)
- Nikolai Rimsky-Korsakov – Variationer over BACH, for piano (1878)
- Max Reger – Fantasi og fuga over B-A-C-H, for orgel (1900)
- Ferruccio Busoni – Fantasia contrappuntistica for piano (første version 1910, senere versioner 1912 og 1922)
- Arthur Honegger – Prélude, Arioso, Fughette for piano (1932, senere arrangeret for strygeorkester)
- Artur Kapp - Fantaasia teemale B-A-C-H
- Francis Poulenc – Valse-improvisation sur le nom Bach for piano (1932)
- Ralph Vaughan Williams – Symfoni No.4 (1934)
- Anton Webern – Strygekvartet Opus 28 (1937-38)
- Jean Coulthard – Variationer over BACH for piano (1952)
- Luigi Dallapiccola – Quaderno musicale di Annalibera (1952)
- Arvo Pärt – Collage over B-A-C-H for strengeinstrument, obo, cembalo og piano (1964)
- Rudolf Brucci – Metamorfosis B-A-C-H for strengeinstrument (1974)
- Miloš Sokola – Passacaglia quasi Toccata on B-A-C-H for orgel (1976)
- Alfred Schnittke – Concerto Grosso No. 3 (1985)
- Ron Nelson – Passacaglia (Homage on B-A-C-H) for blæserensemble (1990'erne)

 Der er for få eller ingen kildehenvisninger i denne artikel, hvilket er et problem. Du kan hjælpe ved at angive troværdige kilder til de påstande, som fremføres i artiklen.